# Järnvägsolyckan i Grycksbo
Järnvägsolyckan i Grycksbo inträffade den 5 september 1958 vid Tansbo mellan Grycksbo och Sågmyra på den numera nedlagda banan mellan Falun och Rättvik, som ursprungligen byggdes som Falun-Rättvik-Mora Järnväg. Vid olyckan kolliderade ett rälsbusståg med ett lokprovningståg med passagerarvagnar. Dieselloket var tillverkat av ASJ i Falun och var av en ny typ som ASJ planerade sälja till SJ.

## Händelseförlopp
Fredagen den 5 september 1958 var rälsbussarna YBo6 1097, UBFo6 1780, UBFo6 1763 och YBo6 1081 på väg mot Sågmyra som rälsbusståg 848 från Falun C, samtidigt som extratåg 4941 draget av diesellok var på väg mot Falun C från Rättvik.
Denna fredag skulle tågen 848 och 4941 möta varandra i Grycksbo. I Grycksbo var ordinarie tågklareraren upptagen av biljettförsäljning. Stationsmästaren tog tillfälligt över tågklareringen och expedierade ordinarie persontåg 848 utan att ta del av vare sig tågklareringsbok eller tåganmälningsbok. Efter ett kort uppehåll för resandeutbyte gavs tåget sedan "Avgång" med signalstaven av stationsmästaren. När stationsmästaren kom in på expeditionen, frågade tågklareraren om möteståget hade kommit eftersom han sett och hört att tåg 848 lämnade stationen. Stationsmästaren insåg då den hotande olyckan och sprang ut och visade röd flagga men tåget var redan långt bort från stationshuset och tågföraren hade ingen anledning att titta bakåt. Grycksbo hade 1958 inga utfartssignaler, men vägbommarna vid den norra bangårdsänden vevades upp i förhoppningen att tåget skulle stanna. Flera försök gjordes att hinna ikapp eller meddela sig med tågföraren och stoppa rälsbusståget men utan framgång.
Ingen i lokprovningståget skadades men vid kollisionen totalförstördes den första vagnen i rälsbusståget och den andra skadades allvarligt. I de två första vagnarna fanns ett 30-tal passagerare. De två sista vagnarna var låsta och därför fanns där inga passagerare. Totalt omkom 9 personer, varav två SJ-anställda. Dessutom skadades 11 personer. Många av de skadade och omkomna var skolungdomar.

## Bilder

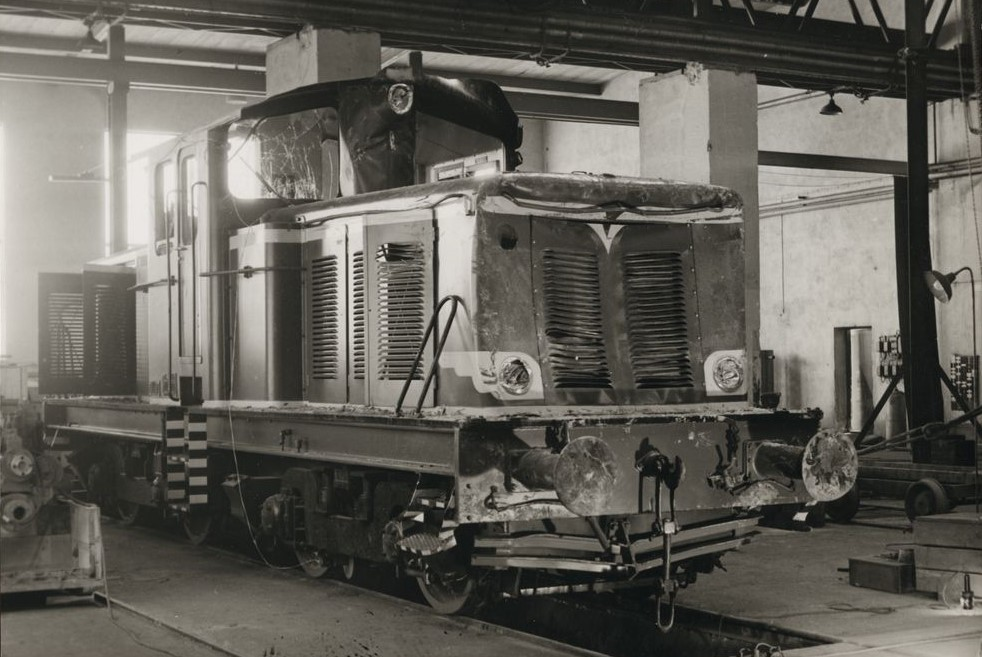
ASJF 787/1958, även kallat SJ V4 113 efter olyckan.
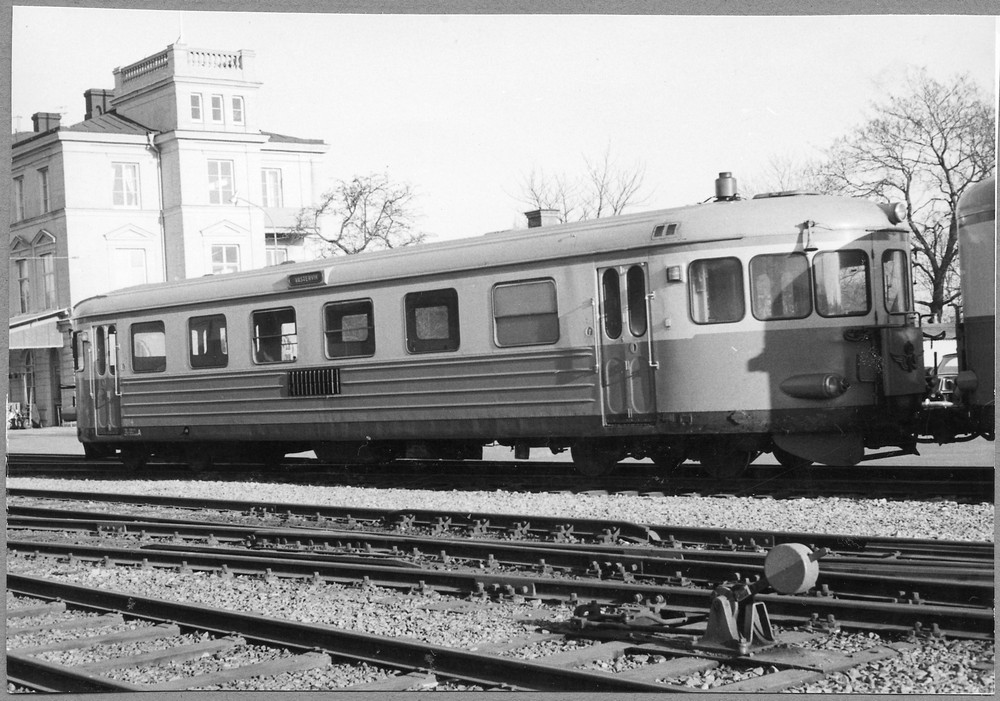
Rälsbuss av typ YBo6.